# Референдум о доверии президенту Бангладеш (1977)
Референдум о доверии президенту Зиауру Рахману был проведен в Бангладеш 30 мая 1977. В бюллетень для голосования был внесён вопрос «Доверяете ли вы президенту генерал-майору Зиауру Рахману, его политике и программам, принятых им?»
Из числа принявших участие в голосовании 98,9 % проголосовали «за», явка составила 88,1 %.

## Предпосылки
20 апреля 1977 года к власти пришёл генерал Зиаур Рахман. Два дня спустя он объявил о проведении референдума по своей политической программе, состоящей из 19 пунктов.

## Результаты референдума
| Проголосовало               | Число голосов | %    |
| --------------------------- | ------------- | ---- |
| За                          | 33 400 870    | 98.9 |
| Против                      | 378,898       | 1.1  |
| Недействительных бюллетеней | 0             | -    |
| Всего                       | 33 779 768    | 100  |
| Источник: Nohlen и др.      |               |      |